# Familia Corte Real

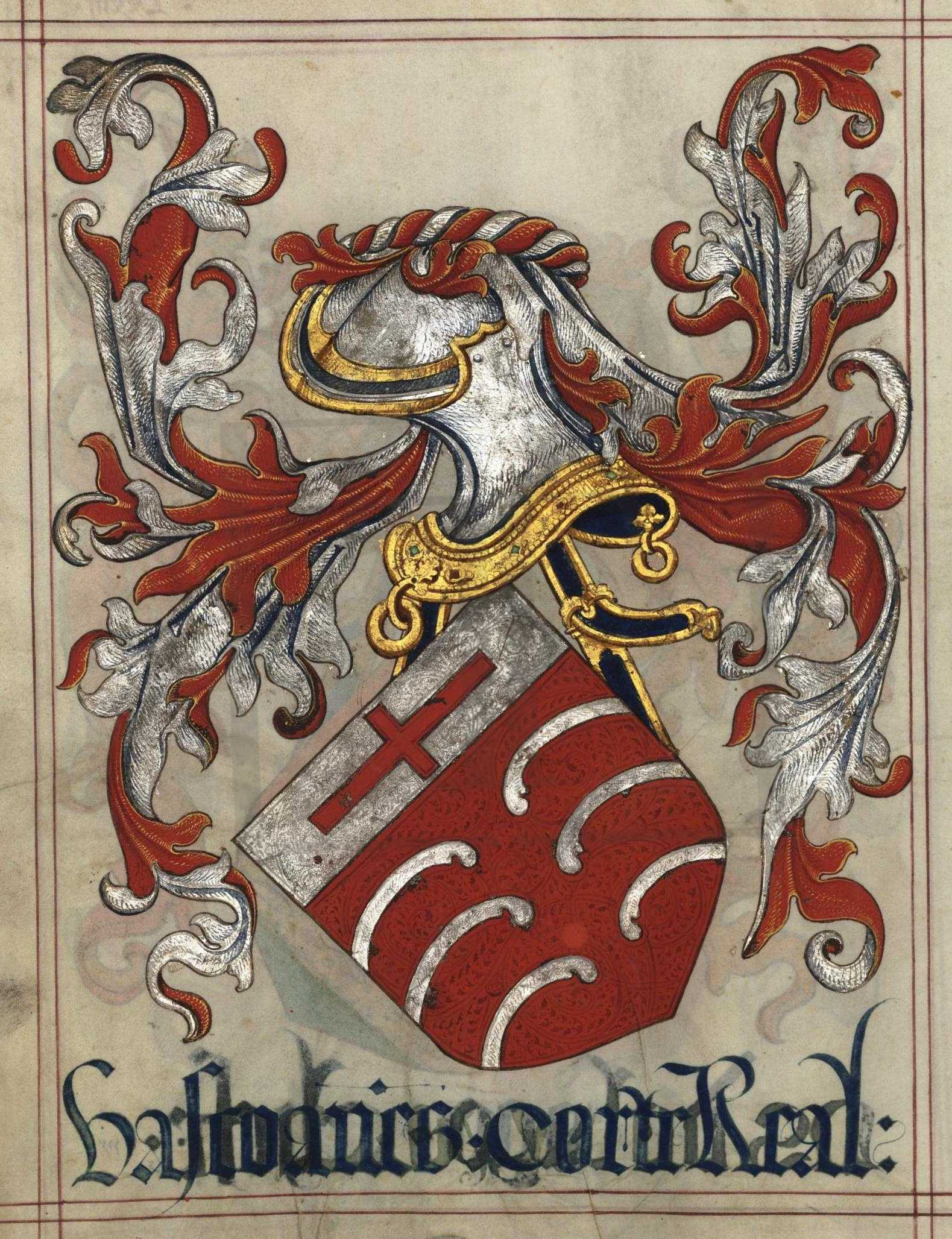

Corte Real o Corte-Real fue una familia de navegantes portugueses, los cuales alcanzaron fama por hacer expediciones a la América del Norte por mar. Destacan:
- Gaspar Corte Real
- Miguel Corte Real, hermano del anterior.

Ambos eran hijos de otro importante navegante, João Vaz Corte Real.
De la familia de Gaspar era el importante poeta épico Jerónimo Corte-Real.
- Datos: Q8351210
- Multimedia: House of Côrte-Real / Q8351210